# Luzon
Luzon a Fülöp-szigetek legnagyobb és legnépesebb szigete. Területe alapján a világ 17. legnagyobb szigete. A Fülöp-szigetek legészakabbi részén helyezkedik el, és e sziget adja a nevét a három nagyobb szigetcsoport egyikének (a másik kettő a Vissayas- és a Mindanao-szigetcsoport). Az ország gazdasági és politikai központja, hiszen a főváros, Manila is itt található.

## Földrajza
Luzon szigete a maga 104 688 km²-es területével a 17. legnagyobb sziget a Földön. A világ egyik legnépesebb és egyben egyik legsűrűbben lakott nagy szigete. Itt található a Fülöp-szigetek fővárosa, valamint Qouezon City.
A sziget felszíne döntő részben hegyvidékekből tevődik össze, egyébiránt itt található a Pulag-hegy, amely az ország harmadik legmagasabb kiemelkedése a Pinatubo és a Taal vulkánok után. Luzontól nyugatra a Dél-kínai-tenger húzódik, de a Luzon-tenger a Fülöp-szigeteki felségvizekhez tartozik. A szigettől keletre a Filippínó-tenger található, tőle északra pedig a Luzon-szoros, a Babuyan-átjáró és a Balintang-átjáró található. 
A sziget elsősorban sokszög alakú, de egy hosszabb kiszögellést alkot délkeleti irányban a Bicol-félsziget. A sziget északi régióit hegyvidéki területek alkotják, főleg a Közép-Cordillerák hegyvonulatai, ahol Luzon trópusi fenyőerdői és hegyvidéki esőerdői találhatóak.
Luzon, mint szigetcsoport magában foglalja elsősorban Luzon szigetét, amely egyben a legnagyobb sziget is, valamint ide sorolhatóak még a Batanes-szigetcsoport, a Babuyan-szigetcsoport tagjai, valamint a Catanduanes-sziget, a Marinduqe-sziget és a Masbate-sziget, a Romblon-sziget és a Mindoro-sziget is.

## Éghajlata
A Fülöp-szigeteken trópusi tengeri éghajlat uralkodik, amely általában meleg és párás. Három évszak van: 
- tag-init vagy tag-araw, a forró, száraz évszak vagy nyár márciustól májusig;
- tag-ulan, az esős évszak júniustól novemberig;
- a tag-lamig, a hűvösebb száraz évszak decembertől februárig.

A délnyugati monszun (májustól októberig) Habagat néven ismert, az északkeleti monszun (novembertől áprilisig) száraz szelei pedig az Amihan néven. A hőmérséklet általában 21 °C és 32 °C között mozog, bár az évszaktól függően hűvösebb vagy melegebb lehet. A leghűvösebb hónap a január; a május a legmelegebb.
Egyes helyeken nincs száraz évszak (azaz minden hónapban 60 mm feletti az átlagos csapadékmennyiség), és bizonyos magasabban fekvő területeken trópusi helyett szubtrópusi éghajlat a jellemző.
Manila és az alföldi területek nagy része márciustól májusig száraz és forró. A hőmérséklet azonban még ebben az időben is ritkán emelkedik 37 °C fölé.

### Természeti katasztrófák
Az elmúlt évtizedekben a Fülöp-szigeteket súlyosan érintették a természeti katasztrófák. Csak 2005-ben Közép-Luzont egyszerre sújtotta a szárazság és egy tájfun, amely Manila szinte valamennyi alacsony fekvésű utcáját vízzel árasztotta el.
A tájfunövezetben fekvő területeken évente 15-20 tájfun fordul elő júliustól októberig.
A Fülöp-szigetek rendkívül ki van téve az éghajlatváltozásnak, és a világ tíz legsebezhetőbb országa közé tartozik.

## Közigazgatási beosztása
Luzon szigetén a Fülöp-szigetek 17 közigazgatási régiójából 8 található. Ezen régiók nem kaptak politikai önállóságot, de közigazgatásilag beletartoznak az ország régiói közé. Ezen régiók a következők:
- Ilocos régió
- Cagayan-völgy
- Közép-Luzon
- Calabarzon
- Mimaropa
- Bicol régió
- Cordillera közigazgatási régió
- Fővárosi régió

Luzon szigetét időnként három részre szokták bontani: Észak-Luzon, Dél-Luzon és Metro Manila. Néhány statisztikai adatsorban azonban Dél-Luzon és Metro Manila közösen szerepel.
Részletesen

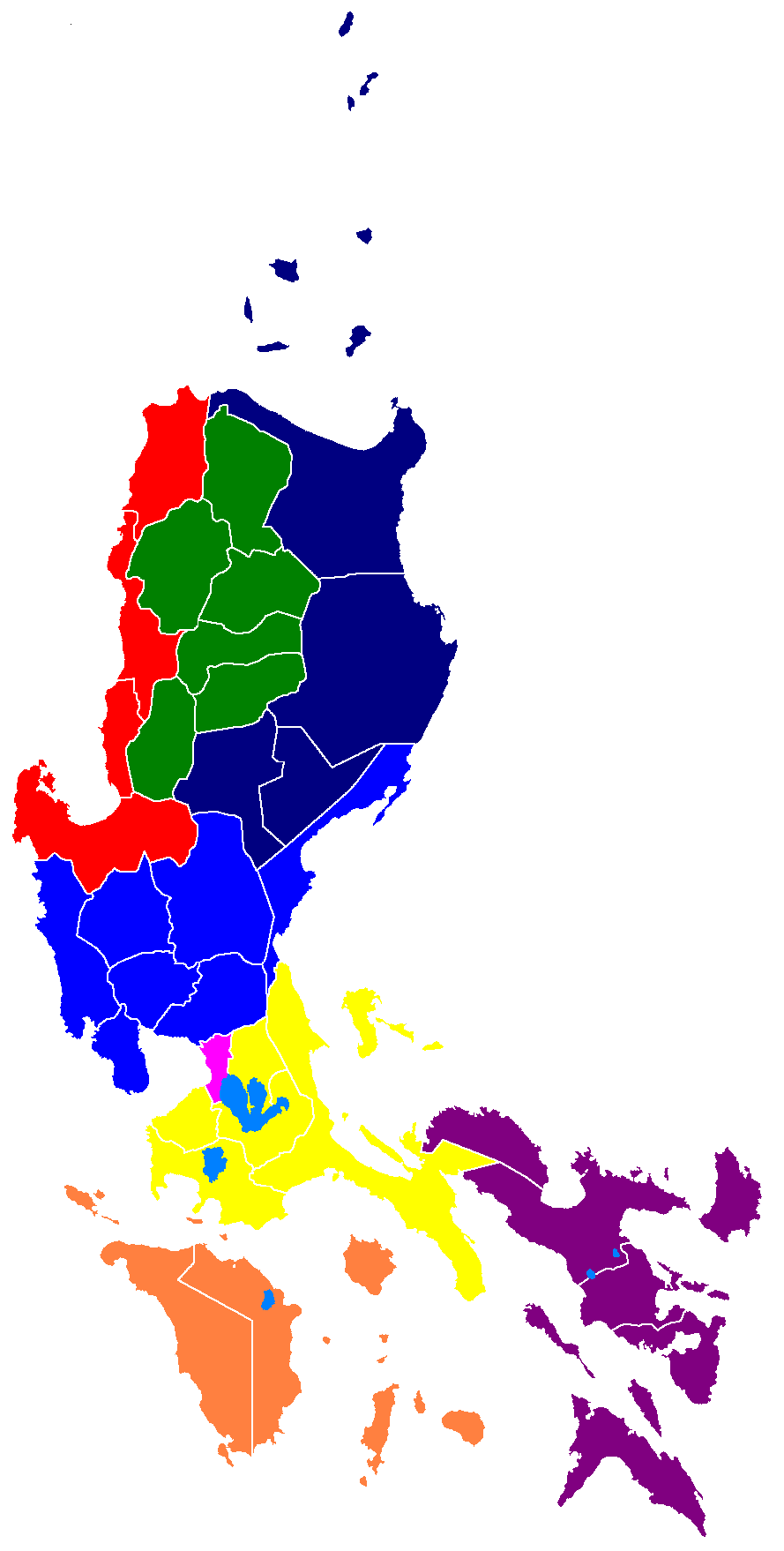
Luzon régióinak közigazgatási felosztása
Bicol
Cagayan Valley
CALABARZON
Central Luzon
Cordillera
Ilocos
Metro Manila
MIMAROPA

Az Ilocos-régió a Dél-kínai-tengerre néző vidék, a szigetek északnyugati részén. A régió közismert fehér homokos partvidékéről és gazdag történelméről. Tartományai: Ilocos Norte, Ilocos Sur, La Union és Pangasinan. A régió közigazgatási központja San Fernando városa, La Union tartományban.
A Cagayan-völgy régió a fő sziget északkeleti részén helyezkedik el és magába foglalja észak felől a Batanes- és a Babuyan-szigeteket is. A régiót Cordillera és Sierra Madre régiók hegyvidékei határolják. A régió középső vidékén fut keresztül az ország leghosszab folyója a Cagayan-folyó. Tartományai: Batanes, Cagayan, Isabela, Nueva Vizcaya és Quirino. A régió közigazgatási központja Tugueragao városa.
A Közép-Luzon régió magában foglalja az ország legnagyobb síkságát és itt termelik a legtöbb rizst is országos viszonylatban. Tartományai: Aurora, Bataan, Bulacan, Nueva Ecija, Pampanga, Tarlac, és Zambales.   A régió közigazgatási központja San Fernando, amely Pampanga tartományban található. A legfőbb nyelvek a kapamangan és a taglog.
Calabarzon-régió egyike a legújabb régióknak, amely korábban Dél-Tagalog régió részét képezte. A régió az egyik legnépesebb terület az ország határain belül. A régió neve tulajdonképpen egy betűszó, amely az itt található tartományok (Cavite, Laguna, Batangas, Rizal és Quezon) betűiből tevődnek össze. Mivel a taglog népcsoport a legnépesebb a régióban, ezért a taglog a legfőbb helyi nyelv errefelé.
Akárcsak Calabarzon, Mimaropa' régió neve is voltaképpen egy betűszó, amely szintén az itt lévő tartományok (Marinduque, Occidental Mindoro, Oriental Mindoro, Palawan és Romblon) kezdőbetűiből áll össze. A régió központja Calapan városa.
A 'Bicol-régió a Bicol-félszigeten helyezkedik el, Luzon szigetének délkeleti részén. Tartományai: Albay, Camarines Norte, Camarines Sur, Sorsogon Catanduanes és Masbate. Központja Legazpi városa. Mivel lakosai a bicolanók, ezért a bikol a helyileg a legfontosabb nyelv.
A Cordillera közigazgatási régió (CAR) majdnem teljes egészében magába foglalja a Közép-Cordillera hegyvidéket Luzon szigetének északi részén. E speciális közigazgatási régiót 1989-ben hozták létre a helyi hegyvidékeken élő törzsek számára. Tartományai: Abra, Apayao, Benguet, Ifugao, Kalinga és Hegyvidék Tartomány.  A régió központja Baguio City.
Nemzeti Fővárosi Régió, amely magában foglalja az ország legnépesebb városát és egyben fővárosát, Manilát, valamint Quezon várost és több kisebb-nagyobb lélekszámú várost a főváros tőszomszédságában. A régiót népszerű nevén Metro Manilának szokták nevezni. Ez az egyetlen olyan régió az országban, amely nem bontható további tartományokra, valamint ez a vidék a legsűrűbben lakott terület az országban hiszen több, mint 10 millió ember él 636 négyzetkilométeres területen.

## Demográfia
A 2015-ös népszámlálás szerint a Luzon-sziget népessége 53,3 millió fő, ezzel a világ 4. legnépesebb szigete.

### Nyelvek

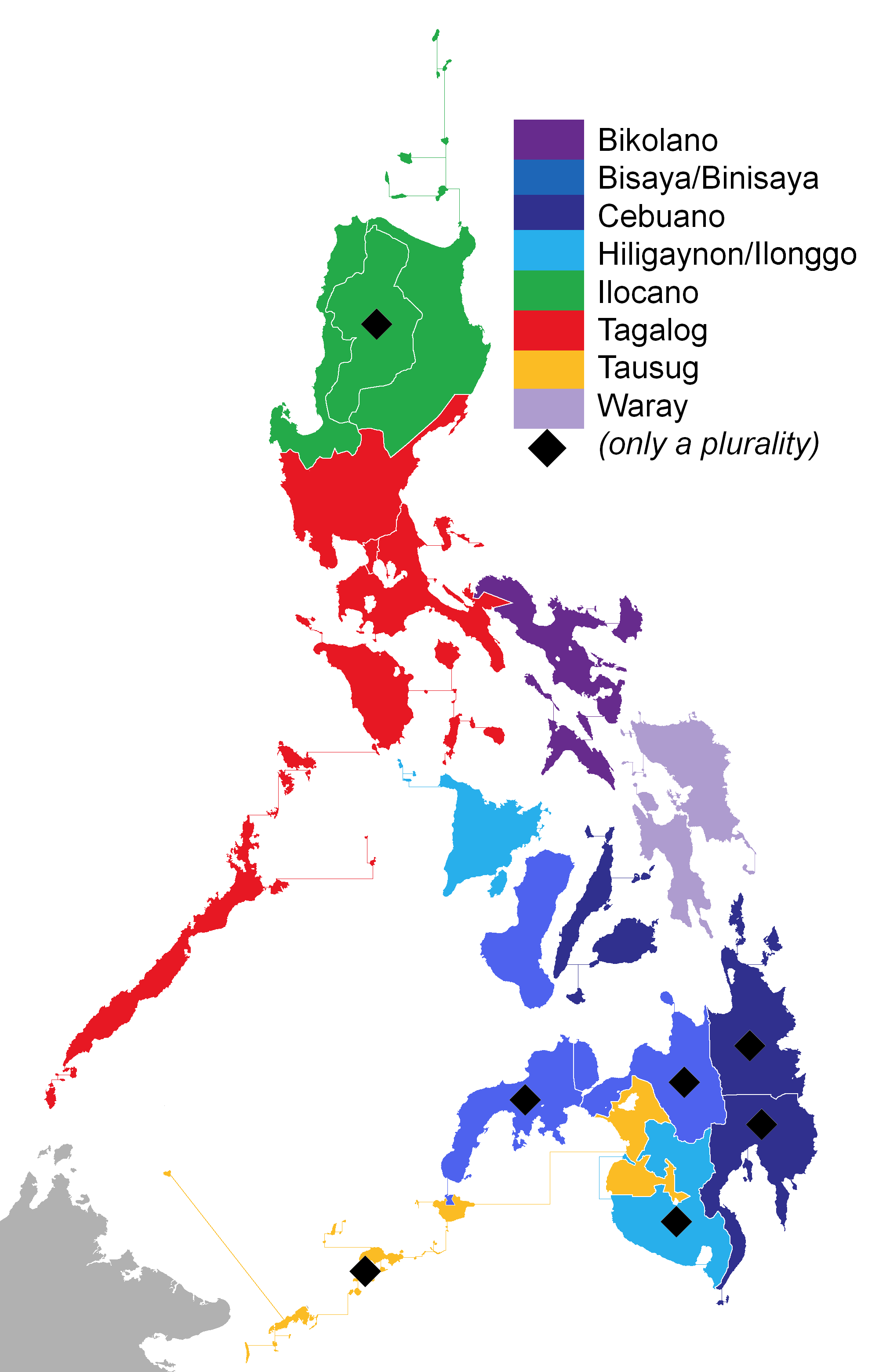
Domináns nyelvek régiónként

A luzoni nyelvek szinte mindegyike az ausztronéz nyelvcsalád maláj-polinéz ágának fülöp-szigeteki csoportjába tartozik. A főbb regionális nyelvek közé tartozik: tagalog, ilocano, bicolano, kapampangan és pangasinan.
Sok lakos beszél angolul. A Fülöp-szigetek amerikai megszállását követően a spanyol hivatalos nyelvként való használata csökkent.

### Írásrendszer
Jelenleg több írásrendszert használnak párhuzamosan Luzonon. A legdominánsabb az amerikai kormány által bevezetett modern filippínó ábécé, amely latin betűket használ.

### Vallás
Mint az ország nagy részén, Luzonon is a kereszténység a fő vallás, a római katolicizmus pedig a fő felekezet. További jelentős felekezetek közé tartozik a Jehova Tanúi, a protestáns egyházak, a Fülöp-szigeteki Független Egyház (Aglipayans), az Utolsó Napok Szentjeinek Jézus Krisztus Egyháza (mormonok) és az Iglesia ni Cristo. Az őslakos hagyományok és rituálék, bár ritkák, szintén jelen vannak.
Jelentősebb számú hinduk, buddhisták és muszlim közösségek is élnek Manilában és más nagyvárosi területeken.

## Gazdaság
A sziget gazdasága a manilai régióban (Manila Metro) összpontosul, városrésze, Makati pedig a fő gazdasági és pénzügyi csomópont. A nagyvállalatok, mint például az Ayala, a Jollibee Foods Corporation, az SM Group és a Metrobank székhelye Makati, Ortigas Center és Bonifacio Global City üzleti negyedében található.
Az ipar a Metro Manila városi területein és környékén koncentrálódik, míg a mezőgazdaság a sziget többi régiójában dominál, ahol olyan terményeket termesztenek, mint a rizs, banán, mangó, kókuszdió, ananász és kávé.
Egyéb ágazatok közé tartozik az állattenyésztés, a turizmus, a bányászat és a halászat.

## Fordítás
- Ez a szócikk részben vagy egészben  a   Luzon című angol Wikipédia-szócikk fordításán alapul.  Az eredeti cikk szerkesztőit annak laptörténete sorolja fel. Ez a jelzés csupán a megfogalmazás eredetét és a szerzői jogokat jelzi, nem szolgál a cikkben szereplő információk forrásmegjelöléseként.